# Pierre Duhem
Pierre Maurice Marie Duhem (Parigi, 10 giugno 1861 – Cabrespine, 14 settembre 1916) è stato un filosofo, storico della scienza, fisico e matematico francese.
È conosciuto soprattutto per le sue opere riguardanti le indeterminazioni legate al metodo sperimentale e la storia del progresso scientifico durante il Medioevo.

## Pensiero
Il suo nome è spesso associato in epistemologia alla cosiddetta tesi di Quine-Duhem, secondo cui poiché ogni modello teorico (ad esempio, la meccanica newtoniana, o l'elettromagnetismo) costruito per spiegare una serie di fenomeni è costituito da una moltitudine di ipotesi tra loro interconnesse, un'eventuale falsificazione del modello alla luce dei dati sperimentali non chiarisce di per sé stessa l'ambiguità riguardo a quale (o quali) delle tante ipotesi è falsa. In questo modo la tesi di Quine-Duhem è spesso interpretata come una critica alla teoria falsificazionista di Karl Popper.
La storia della scienza presenta diversi esempi di come la questione sollevata dalla tesi di Quine-Duhem si presenti effettivamente. Ad esempio la scoperta di Nettuno, a metà Ottocento, avvenne grazie all'osservazione che l'orbita di Urano risultava non rispettare perfettamente le leggi di Newton. Un approccio rigorosamente falsificazionista avrebbe dovuto condurre all'abbandono della meccanica classica; ma le leggi di Newton non erano le sole ipotesi con cui si osservava il fenomeno, un'altra implicita ipotesi era che Urano fosse il pianeta più esterno del sistema solare. Ed era quest'ultima ipotesi che risultava falsificata dall'osservazione: le anomalie nelle orbite di Urano erano dovute agli effetti gravitazionali del più esterno Nettuno, successivamente osservato.
Come storico della scienza è nota la sua tesi dell’anticipazione al XIV secolo della rivoluzione scientifica moderna, da parte dei cosiddetti “maestri di Parigi”, seguaci di Guglielmo di Occam, cioè a dire: Giovanni Buridano, Nicola Oresme, Nicola d’Autrecourt, etc.

## Opere
- Les théories de la chaleur (1895)
- Le mixte et la combinaison chimique. Essai sur l'évolution d'une idée (1902)
- L'évolution de la mécanique (1902)
- Les origines de la statique (1903)
- La théorie physique son objet et sa structure (1906)
- Études sur Léonard de Vinci. Paris, F. De Nobele, 1906-13; 1955. 3 v. 1. sér. I. Albert de Saxe et Léonard de Vinci. II. Léonard de Vinci et Villalpand. III. Léonard de Vinci et Bernardino Baldi. IV. Bernardino Baldi, Roberval dt Descartes. V. Thémon le fils du juif et Léonard de Vinci. VI. Léonard de Vinci, Cardan et Bernard Palissy. VII. La scientia de ponderibus et Léonard de Vinci. VIII. Albert de Saxe. 2. sér. IX. Léonard de Vinci et les deux infinis. X. Léonard de Vinci et la pluralité des mondes. XI. Nicolas de Cues et Léonard de Vinci. XII. Léonard de Vinci et les origines de la géologie. 3. sér. Les précurseurs parisiens de Galilée: XIII. Jean I. Buridan (de Béthune) et Léonard de Vinci. XIV. Le tradition de Buridan et la science italienne au XVIe siècle. XV. Dominique Soto et la scolastique parisienne.
- Sozein ta phainomena. Essai sur la Notion de Théorie physique de Platon à Galilée (1908)
- Traité de l'énergétique (1911)
- Le Système du Monde. Histoire des Doctrines cosmologiques de Platon à Copernic, 10 vols., (1913—1959)

### Edizioni italiane
- Pierre Duhem, La teoria fisica: il suo oggetto e la sua struttura, Bologna, Il Mulino, 1978.
- Pierre Duhem, Salvare i fenomeni, Roma, Borla, 1986.